# MPT 1327
MPT 1327 — стандарт аналоговой транкинговой радиосвязи.
Стандарт MPT 1327 описывает систему сигнализации при взаимодействии абонентского и базового оборудования в сети транкинговой связи.
Стандарт MPT 1327 дополняют следующие протоколы:
- МРТ 1343 — описывает систему нумерации;
- МРТ 1347 — описывает параметры радиоинтерфейса;
- MAP 27 — описывает порядок взаимодействия между абонентским оборудованием и устройствами передачи данных.

## История разработки
Стандарт MPT 1327 разработан в 1980-х годах по заказу Британского Департамента торговли и промышленности.

## Архитектура системы
Существует два типа построения многозоновых сетей транкинговой связи. Один из них использует принцип центральной коммутации. В системах такого типа работает один коммутатор, который осуществляет все межбазовые соединения, а также подключения к ТФОП.
Другой вариант организации многозоновых сетей использует принцип распределенной коммутации. В системах такого типа каждая базовая станция содержит собственный коммутатор, который осуществляет коммутацию радиоканалов, линии сопряжения с телефонными сетями и межбазовых соединительных линий.

## Диапазон частот
- 136—174 МГц
- 403—470 МГц